# 遊覧船かすみ丸

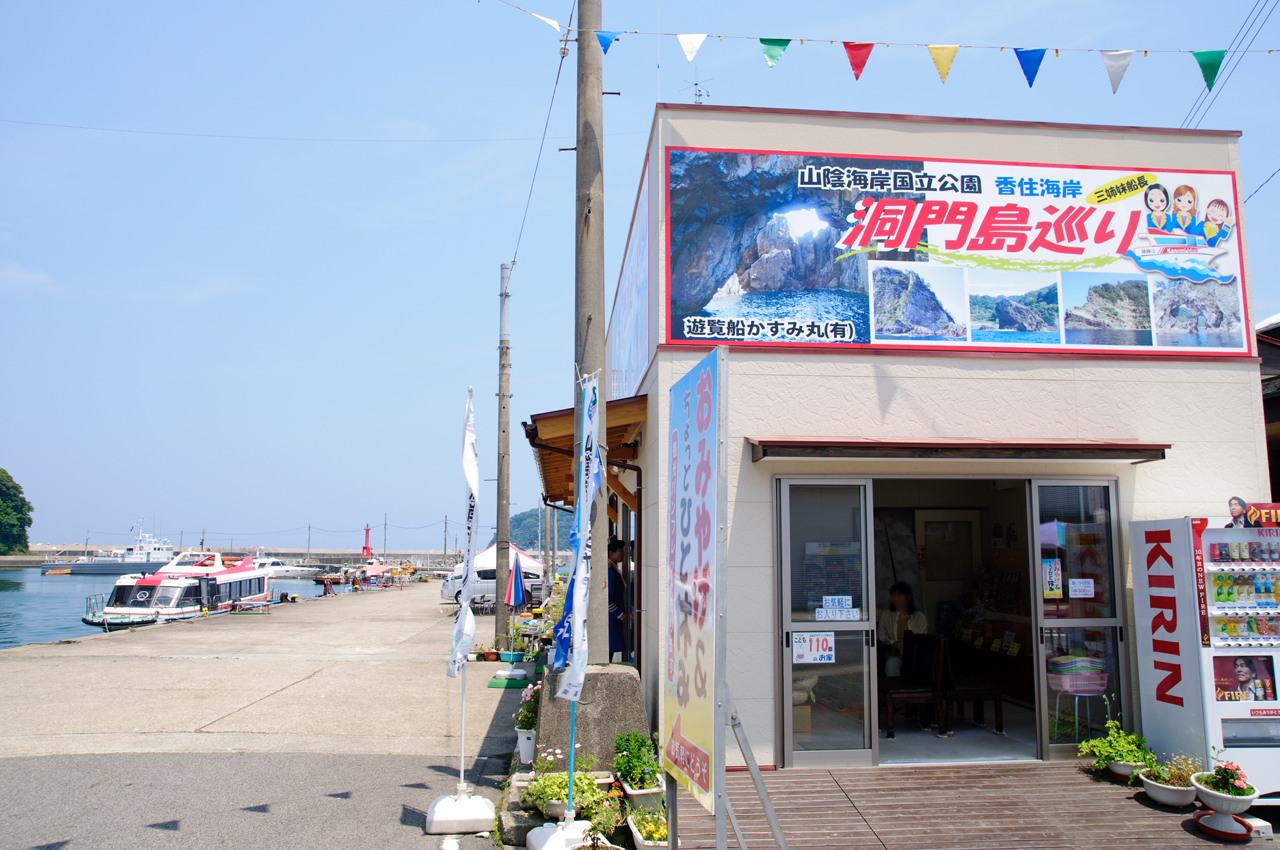
遊覧船発着所　乗船券売場（香住漁港・東港）

遊覧船かすみ丸（ゆうらんせんかすみまる）は、但馬海岸航路（香住海岸）において1949年から2016年まで運航されていた遊覧船事業の名称。運航する社員にちなみ三姉妹船長の愛称があった。運航は兵庫県美方郡香美町の遊覧船かすみ丸有限会社が行っていた。特に記載がない場合のデータは営業終了当時のものである。

## 概要
京都府から兵庫県を経て鳥取県に及ぶ山陰海岸国立公園のほぼ中央に位置する国の名勝・香住海岸を巡る遊覧船である。
1949年に遊覧船の案内を務める三姉妹（初代）の父が会社航路を定め、創業した。三姉妹による案内によって海岸線を周遊する「三姉妹船長」として親しまれ、後に初代の三姉妹の娘にあたる3人が2代目三姉妹として、2世代で三姉妹船長となった。
青い羽根募金に積極的に活動したことから日本水難救済会から日本水難救済会会長表彰を受けた。
2016年11月30日をもって営業を終了した。営業終了当時は高速遊覧船を3隻保有していた。
2020年3月27日、遊覧船かすみ丸有限会社が解散し法人格が消滅。

## 運航ルート
香住漁港東港を発着点として洞門や島々を巡る3つのコースで構成されている。1コースは香住港を出航すると東向きに進路をとって香住海岸の東部に広がる今子浦沖に浮かぶ黒島、白石島、かえる島、但馬赤壁などを周遊して折り返すコースである。2コースは香住港を出航すると北東方向に進路をとって今子浦沖に浮かぶ白島をかすめ、そこから西向きに進路をとって香住海岸の西に広がる岡見公園、但馬松島、鉄砲島、鎧の袖、インディアン島、松ヶ鼻百層崖沖で折り返す。3コースは2コースに加え、めがね島、余部鉄橋および余部埼灯台沖を経て釣鐘洞門で折り返すコースである。
- 1コース（30分） - 香住港 - 黒島（五色洞門） - 白石島 - かえる岩（いずれも今子浦沖）
- 2コース（60分） - 香住港 - 但馬松島 - 鉄砲島 - 兄弟赤島 - 鎧の袖 - インディアン島 - 衣笠洞門 -  松ヶ鼻沖
- 3コース（90分） - 2コース + めがね洞門 - 余部沖 - 釣鐘洞門

## 見所

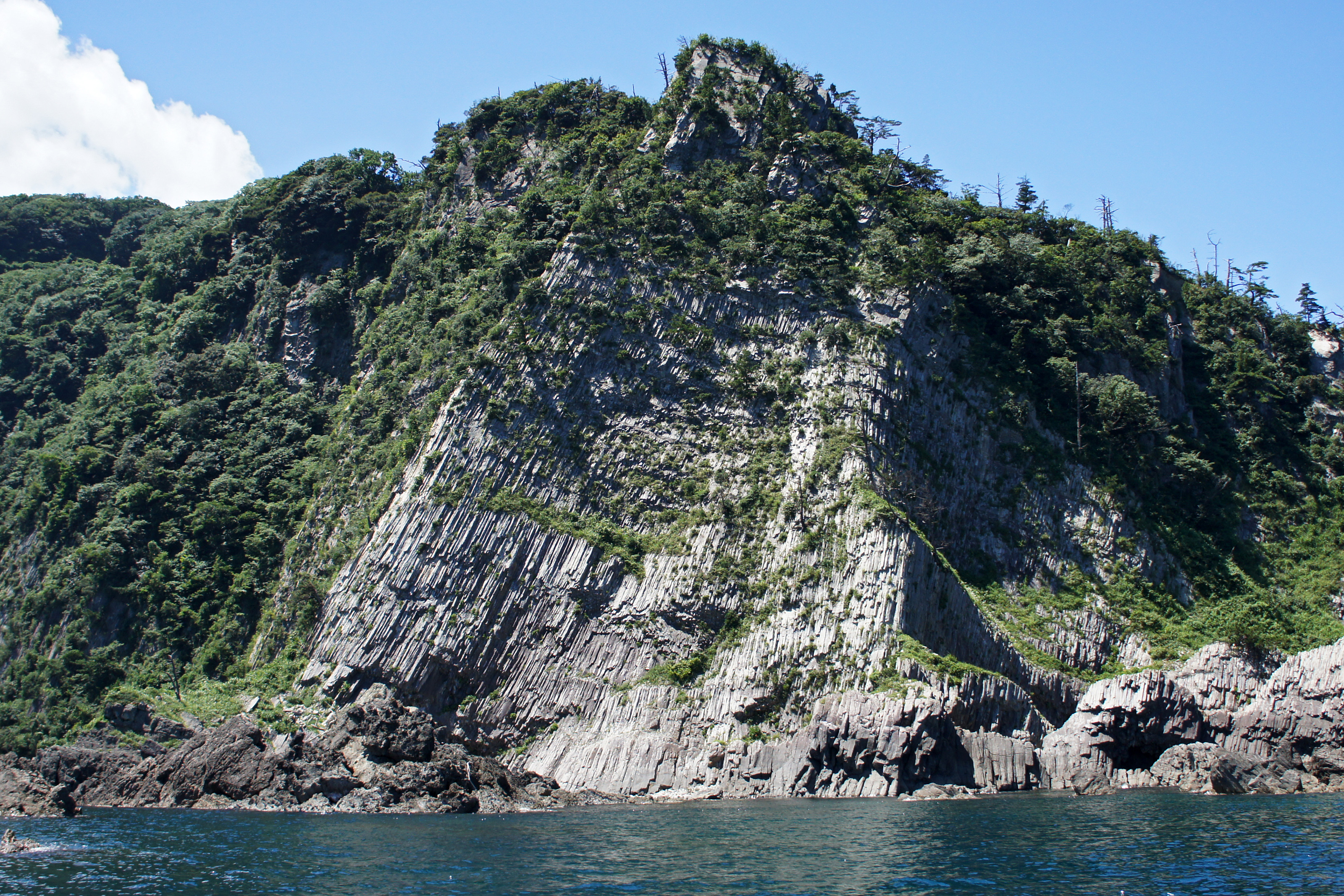
遊覧船から望む香住海岸（鎧の袖）

1コースでは今子浦沖に浮かぶ黒島の五色洞門と呼ばれる亀裂型の洞門に入ることが出来た。天井から太陽の光が差し込むと海の色が5色に変化することから名づけられた。すぐそばには、かえる島と呼ばれるかえるの形をした巨岩や、但馬赤壁、大引きの鼻を海上から望むことができた。2、3コースでは柱状節理と板状節理からなる高さ70m、幅200m、傾斜70度の鎧の袖を見ることが出来た。すぐそばにはインディアン島や蜂の巣島があるが、いずれも見事な柱状節理であった。3コースでは但馬御火浦にある高さ32m、延長200mにも及ぶ世界最大級の洞門である釣鐘洞門に入ることが出来た。

## 山陰海岸ジオパーク
香住海岸は地質学的に貴重で多彩な地質遺産を有しており、山陰海岸ジオパークのジオサイトのひとつとなっている。同ジオパークでは、こうした地域資源を保護・保全したり研究したりジオツーリズムや教育に活用しているほか、地域社会に役立てる活動が行われている。2007年に中貝宗治豊岡市長を会長とする山陰海岸ジオパーク推進協議会が設立され、2008年に日本ジオパークの認定を受け、2009年には世界候補地に選定され、2010年10月世界ジオパークに認定された。
同社もこの活動に参加しており、2009年10月13日に町内で旅館、民宿などを経営する香住観光協会会員らが同船で「山陰海岸ジオパーク研修会」を実施した。2010年6月25日にはツーリズムひょうご学官連携協議会の主催による「山陰海岸ジオパーク大学生現地研修」の一環で神戸国際大学、神戸夙川学院大学のほか、立命館大学、阪南大学の学生ら47人が同船に乗船した。

## 運航ダイヤ
- 9:30 - 16:00（冬期は15時まで）

## 所属船
- かもめ           19 総トン，巡航速力20ノット， 乗客定員81
- 第1かすみ丸   4.95 総トン，巡航速力15ノット， 乗客定員50
- 第18かすみ丸    19 総トン，巡航速力20ノット， 乗客定員85

## 遊覧船発着港 - 本社所在地
- 香住漁港・東港 - 兵庫県美方郡香美町香住区一日市410

## 交通
- JR西日本 山陰本線 香住駅下車徒歩35分、または香美町町民バス(土・日・祝日運休)相谷・畑・三川行きで境西を下車

## 香住港周辺施設
- 香住漁港
- 第八管区海上保安本部 香住海上保安署
- 兵庫県但馬栽培漁業センター
- 香住B&G海洋センター
- 美方広域消防署 香住分署
- しおかぜ香苑
- 香美町立ジオパークと海の文化館
- かすみ朝市センター
- 岡見公園 - 香美町立香住天文館、海防艦戦没者慰霊碑、岡見亭、八坂神社
- 公立香住病院
- JR西日本 山陰本線 香住駅